# Point de sortie de la séquence principale

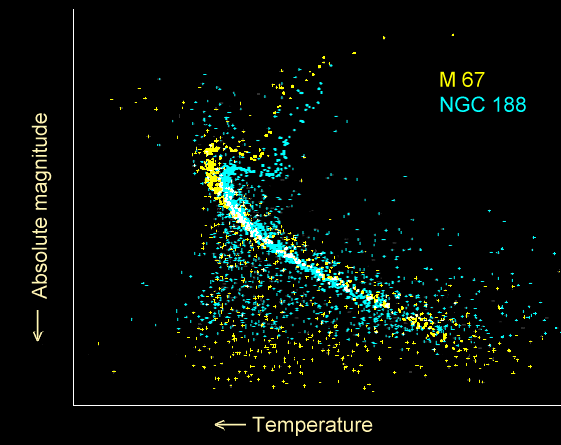
Diagramme HR de deux amas ouverts, M67 et NGC 188, montrant le point de sortie de la séquence principale à deux âges différents.

Le point de sortie de la séquence principale (nommé turnoff point en anglais) est, pour une étoile, l'endroit sur le diagramme de Hertzsprung-Russell où elle quitte la séquence principale, une fois son carburant (hydrogène) épuisé. Les étoiles comme le Soleil entrent alors dans la branche des géantes rouges sous forme d'étoiles sous-géantes.
En traçant le point de sortie des étoiles situées dans des amas, l'âge de l'amas peut être estimé.

## Étoiles sans point de sortie de la séquence principale
Les étoiles naines rouges (type MV), dont la masse est comprise entre 0,08  et   0,4 fois celle du Soleil, ont une masse d'hydrogène suffisante pour maintenir la fusion de celui-ci en hélium par les réactions de la chaîne proton-proton, mais pas une masse suffisante pour que la température et la pression en son sein permettent de transformer l'hélium en carbone, azote ou oxygène (cf. cycle CNO). Cependant, dans la mesure où elles sont en grande partie convectives (voire complètement convectives pour les moins massives d'entre elles), une grande partie si ce n'est tout leur hydrogène est disponible pour la fusion, et dans la mesure où leur température et leur pression interne sont faibles, leur durée de vie sur la séquence principale est longue — de l'ordre de milliers de milliards d'années. Par exemple, une étoile de 0,1 masse solaire a une durée de vie sur la séquence principale de 6 000 milliards d'années — plus de 400 fois l'âge actuel de l'univers. Cette durée de vie sur la séquence principale étant bien supérieure à l'âge actuel de l'univers, toutes les naines rouges sont encore sur la séquence principale. Néanmoins, en dépit de cette durée de vie extrêmement longue, ces étoiles finiront par être à court de carburant. Une fois que tout l'hydrogène aura été fusionné en hélium, la nucléosynthèse s'arrêtera et l'hélium chaud restant refroidira lentement par rayonnement. La gravité obligera l'étoile à se contracter à cause de l'absence de pression interne qui engendrerait une extension contraire de l'étoile ; cette contraction se produira jusqu'à ce que la pression de dégénérescence des électrons compense la gravité. L'étoile en refroidissement sera alors en dehors de la séquence principale sous la forme d'une naine blanche d'hélium (helium white dwarf).